# Franz Xaver Schnittmann

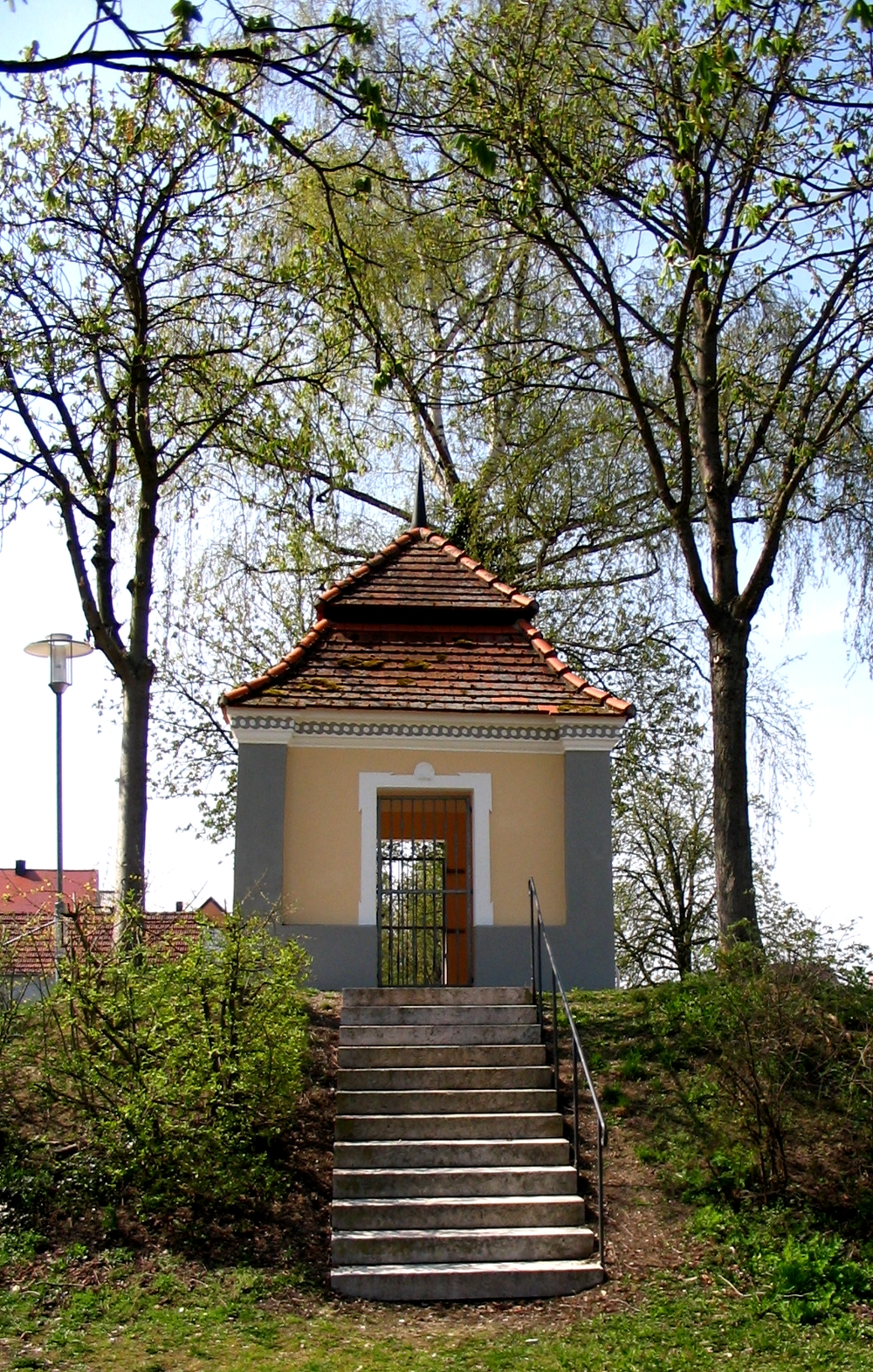
Schnittmann-Pavillon in Neustadt an der Donau

Franz Xaver Schnittmann (* 18. Januar 1888 in Neustadt an der Donau; † 16. Februar 1976 ebenda) war ein deutscher Pfarrer, Lehrer, Paläontologe und Geologe.
Schnittmann ging in Regensburg auf das Gymnasium, studierte dort katholische Theologie und wurde 1912 ordiniert. Er war Pfarrer in Schmidgaden, Großmehring und Hirschau, wobei er nebenbei die lokale Geologie und Paläontologie studierte, besonders im Lias von Ehenfeld nahe Hirschau. 1920 wurde er über Beiträge zur Stratigraphie der Oberpfalz: Stratigraphie und Tektonik von Ehenfeld in Würzburg in Geologie bei Jakob Beckenkamp promoviert. Dort studierte er anschließend Naturwissenschaften für das Lehramt mit dem Staatsexamen 1922. In der praktischen Lehrerausbildung in Nürnberg knüpfte er Kontakte zum Erlanger Geologischen Institut (zum Professor und Konservator Lothar Krumbeck (1878–1958), später Bruno von Freyberg, Florian Heller, Friedrich Birzer). 1923 bis 1926 studierte er von der Universität Fribourg in der Schweiz aus die Alpengeologie. Er erhielt eine vielseitige Ausbildung, so dass er später sowohl als Paläontologe als auch als Petrograph bei Untersuchung von Dünnschliffen des kristallinen Grundgebirges in Bayern wirkte. 1926 wurde er Studienassessor und später Studienrat in Hammelburg. Dort unterstützte er die Landesgeologen Otto Maria Reis und Matthäus Schuster bei verschiedenen geologischen Kartierungen, so von Hammelburg. Das setzte er nach seinem Wechsel an das Gymnasium in Amberg 1938 fort (Karten Sulzbach-Rosenberg, Ambach, Hirschau, Rieden), wobei er die Kosten selbst trug, die Ergebnisse aber dem Bayerischen Geologischen Landesamt zur Verfügung stellte, die ihn deshalb zum korrespondierenden Mitglied machten. 1953 ging er als Studienprofessor (was er ab 1948 war) in Pension und ging 1957 in seinen Heimatort Neustadt, wo er auch kartierte.
Er war Ehrenmitglied des Naturwissenschaftlichen Vereins Regensburg und Ehrenbürger von Neustadt an der Donau.

## Schriften
- Die Geröllführung der Donau und ihrer Nebenflüsse vom Schwarzwald bis Weltenburg, Acta Albertina Ratisbonensia, 23, 1959/60, Heft 1, 5–35